# Seznam kulturních památek v Semilech
Tento seznam nemovitých kulturních památek ve městě Semily v okrese Semily vychází z  Ústředního seznamu kulturních památek ČR, který na základě zákona č. 20/1987 Sb., o státní památkové péči, vede Národní památkový ústav jako ústřední organizace státní památkové péče. Údaje jsou průběžně upřesňovány, přesto mohou obsahovat i řadu věcných a formálních chyb a nepřesností či být neaktuální. 
Pokud byly některé části dotčeného území vyčleněny do samostatných seznamů, měly by být odkazy na tyto dílčí seznamy uvedeny v úvodu tohoto seznamu nebo v úvodu příslušné sekce seznamu.

## Semily
|  | Kategorie „Statue of František Ladislav Rieger in Semily “ na Wikimedia Commons | Hledat fotografie a kategorie ve Wikimedia Commons podle rejstříkového čísla památky | Nahrát snímek k tomuto tématu do úložiště Wikimedia Commons |  |

|  | Kategorie „Sousoší Otec a syn (Semily) “ na Wikimedia Commons | Hledat fotografie a kategorie ve Wikimedia Commons podle rejstříkového čísla památky | Nahrát snímek k tomuto tématu do úložiště Wikimedia Commons |  |

|  | Kategorie „Birth house of Ivan Olbracht “ na Wikimedia Commons | Hledat fotografie a kategorie ve Wikimedia Commons podle rejstříkového čísla památky | Nahrát snímek k tomuto tématu do úložiště Wikimedia Commons |  |

|  | Kategorie „Obecní dům (Semily) “ na Wikimedia Commons | Hledat fotografie a kategorie ve Wikimedia Commons podle rejstříkového čísla památky | Nahrát snímek k tomuto tématu do úložiště Wikimedia Commons |  |

|  | Kategorie „Husova čp. 74 (Semily) “ na Wikimedia Commons | Hledat fotografie a kategorie ve Wikimedia Commons podle rejstříkového čísla památky | Nahrát snímek k tomuto tématu do úložiště Wikimedia Commons |  |

|  | Kategorie „Church of Saints Peter and Paul (Semily) “ na Wikimedia Commons | Hledat fotografie a kategorie ve Wikimedia Commons podle rejstříkového čísla památky | Nahrát snímek k tomuto tématu do úložiště Wikimedia Commons |  |

|  | Kategorie „Statue of Saint Anne at Saints Peter and Paul church in Semily “ na Wikimedia Commons | Hledat fotografie a kategorie ve Wikimedia Commons podle rejstříkového čísla památky | Nahrát snímek k tomuto tématu do úložiště Wikimedia Commons |  |

|  | Kategorie „Statue of Saint Wenceslaus at Saints Peter and Paul church in Semily “ na Wikimedia Commons | Hledat fotografie a kategorie ve Wikimedia Commons podle rejstříkového čísla památky | Nahrát snímek k tomuto tématu do úložiště Wikimedia Commons |  |

|  | Kategorie „Maria column in Semily “ na Wikimedia Commons | Hledat fotografie a kategorie ve Wikimedia Commons podle rejstříkového čísla památky | Nahrát snímek k tomuto tématu do úložiště Wikimedia Commons |  |

|  | Kategorie „Sokol house in Semily “ na Wikimedia Commons | Hledat fotografie a kategorie ve Wikimedia Commons podle rejstříkového čísla památky | Nahrát snímek k tomuto tématu do úložiště Wikimedia Commons |  |

|  | Kategorie „Jílovecká 102 (Semily) “ na Wikimedia Commons | Hledat fotografie a kategorie ve Wikimedia Commons podle rejstříkového čísla památky | Nahrát snímek k tomuto tématu do úložiště Wikimedia Commons |  |

|  | Kategorie „Jílovecká 103 (Semily) “ na Wikimedia Commons | Hledat fotografie a kategorie ve Wikimedia Commons podle rejstříkového čísla památky | Nahrát snímek k tomuto tématu do úložiště Wikimedia Commons |  |

|  | Kategorie „Jílovecká 104 (Semily) “ na Wikimedia Commons | Hledat fotografie a kategorie ve Wikimedia Commons podle rejstříkového čísla památky | Nahrát snímek k tomuto tématu do úložiště Wikimedia Commons |  |

|  | Kategorie „Pramen svatého Václava (Semily) “ na Wikimedia Commons | Hledat fotografie a kategorie ve Wikimedia Commons podle rejstříkového čísla památky | Nahrát snímek k tomuto tématu do úložiště Wikimedia Commons |  |

|  | Kategorie „Church of Saint John the Baptist (Semily) “ na Wikimedia Commons | Hledat fotografie a kategorie ve Wikimedia Commons podle rejstříkového čísla památky | Nahrát snímek k tomuto tématu do úložiště Wikimedia Commons |  |

|  | Kategorie „Statue of John of Nepomuk in Koštofrank, Semily “ na Wikimedia Commons | Hledat fotografie a kategorie ve Wikimedia Commons podle rejstříkového čísla památky | Nahrát snímek k tomuto tématu do úložiště Wikimedia Commons |  |

|  | Kategorie „Náhrobek Františka Preislera z Příkrého “ na Wikimedia Commons | Hledat fotografie a kategorie ve Wikimedia Commons podle rejstříkového čísla památky | Nahrát snímek k tomuto tématu do úložiště Wikimedia Commons |  |

|  | Kategorie „Crematorium in Semily “ na Wikimedia Commons | Hledat fotografie a kategorie ve Wikimedia Commons podle rejstříkového čísla památky | Nahrát snímek k tomuto tématu do úložiště Wikimedia Commons |  |

## Bítouchov
| Památka             | Fotografie                                                | Rejstříkové číslo v ÚSKP                                                             | Sídelní útvar                                               | Poloha                                                            | Popis a poznámky |
| ------------------- | --------------------------------------------------------- | ------------------------------------------------------------------------------------ | ----------------------------------------------------------- | ----------------------------------------------------------------- | --- |
| Zvonice (Q37027493) | \| \| \| \| \| \|                                         | 15380/6-2498 Pam. katalog MIS                                                        | Bítouchov                                                   | rozcestí na Spálov, st. 11 50°36′55,79″ s. š., 15°19′30,76″ v. d. | Stavba z počátku 19. století je ovlivněna barokním tvaroslovím, které se projevuje v bohatém tvarování samotné zvonice v podobě cibulové střechy s lucernou. Památkově chráněno od 26. března 1964. |
|                     | Kategorie „Bell tower in Bítouchov “ na Wikimedia Commons | Hledat fotografie a kategorie ve Wikimedia Commons podle rejstříkového čísla památky | Nahrát snímek k tomuto tématu do úložiště Wikimedia Commons |                                                                   | |

## Podmoklice
| Památka                             | Fotografie                                                      | Rejstříkové číslo v ÚSKP                                                             | Sídelní útvar                                               | Poloha                                             | Popis a poznámky |
| ----------------------------------- | --------------------------------------------------------------- | ------------------------------------------------------------------------------------ | ----------------------------------------------------------- | -------------------------------------------------- | --- |
| Sbor Dr. Karla Farského (Q27869544) | \| \| \| \| \| \|                                               | 105910 Pam. katalog MIS                                                              | Podmoklice                                                  | Nádražní 389 50°36′5,31″ s. š., 15°19′30,58″ v. d. | Sbor Dr. Karla Farského, autor Vladimír Krýš, 1938. Představuje nejhodnotnější novostavbu tehdejší Církve československé husitské ze sedmi realizací v Libereckém kraji a jednu z nejoriginálnějších celkově. Funkcionalistické formy, expresivní stavba s dynamickým členěním hmot a gotickými reminiscencemi v podobě lomeného oblouku. Památkově chráněno od 17. října 2016. |
|                                     | Kategorie „Church of Dr. Farský (Semily) “ na Wikimedia Commons | Hledat fotografie a kategorie ve Wikimedia Commons podle rejstříkového čísla památky | Nahrát snímek k tomuto tématu do úložiště Wikimedia Commons |                                                    | |

## Spálov
| Památka                                         | Fotografie                                       | Rejstříkové číslo v ÚSKP                                                             | Sídelní útvar                                               | Poloha                                                                                              | Popis a poznámky |
| ----------------------------------------------- | ------------------------------------------------ | ------------------------------------------------------------------------------------ | ----------------------------------------------------------- | --------------------------------------------------------------------------------------------------- | --- |
| Silniční mosty č. 288-006 a 288-007 (Q19747121) | \| \| \| \| \| \|                                | 105373 Pam. katalog MIS                                                              | Spálov                                                      | na silnici č. 288, k. ú. Spálov u Semil, k. ú. Horská Kamenice 50°38′4,19″ s. š., 15°18′2,55″ v. d. | silniční mosty ev. č. 288-006 a 288-007. Železobetonový silniční most neobvyklého konstrukčního řešení překonávající řeku Kamenici lze zasadit do období 1936–1938. Dle pamětní desky umístěné na skále na předmostí realizovala jeho stavbu společnost Litická a.s. Praha. Most byl otevřen roku 1938. Železobetonový silniční most s horní podepřenou mostovkou šikmo překonávající řeku Kamenici a železniční trať je tvořen dvěma poli s odlišně řešenou nosnou konstrukcí. Mezi oběma poli se nachází zemní násyp, do kterého jsou vetknuty vnitřní opěry. Celý most se nachází ve spádu. - Konstrukce překonávající řeku Kamenici je řešena jako oblouková, se čtrnácti mostními otvory. Dva souosé segmentové oblouky jsou založeny v různých nadmořských výškách a vůči sobě jsou posunuté. - Část překonávající železniční trať je řešena jako rámová konstrukce, kdy mostovka je nesena dvojicí čtyř subtilních čtyřbokých stojek. - Součástí mostu je rovněž nájezdová rampa od hydroelektrárny a odpočívadlo v místě zemního násypu. Na odpočívadle při zábradlí stojí hranolový kilometrovník se staničením „3,6“. - Na železnobrodském předmostí se na skále nachází pamětní deska dokončení stavby mostu - pp. 1236, 1040/1 k. ú. Horská Kamenice - pp. 1486/1, 1634, 1618/2, 1461, 1463, 1618/1, 1465 k. ú. Spálov u Semil Poznámka: Poprvé prohlášeno památkou k 12. 5. 2014, 13. 8. 2014 ochrana zrušena, podruhé prohlášeno pod shodným rejstříkovým číslem k 27. 10. 2014. Památkově chráněno od 27. října 2014. |
|                                                 | Kategorie „Spálov bridges “ na Wikimedia Commons | Hledat fotografie a kategorie ve Wikimedia Commons podle rejstříkového čísla památky | Nahrát snímek k tomuto tématu do úložiště Wikimedia Commons | | |